# Eh Phuthong
Eh Phuthong (tiếng Khmer: អេ ភូថង; cũng là Ei Phouthang), sinh năm 1975. Ông sinh ra ở huyện Mondol Seima, tỉnh Koh Kong, Campuchia. Ông là một tay đấu võ chuyên nghiệp của người Campuchia và là kim người dẫn chương trình truyền hình trực tiếp Boxing. Hiện ông đã nghỉ hưu, ông hiện đang sống ở Phnôm Pênh. Ông có một người cha tên là Yem Lim và một người mẹ tên là At Uth. Ông cũng có một em trai và một chị gái.

## Tiểu sử
Eh Phouthong bắt đầu học võ Khmer và quyền anh từ năm 12 tuổi với ông Yuth Phuthong vào những năm 1980, khi ông là tỉnh trưởng Prey Veng và hiện là tỉnh trưởng Koh Kong. Eh Phouthang thi đấu quyền anh truyền thống Khmer lần đầu tiên ở tuổi 17. Anh ấy bắt đầu chiến đấu lần đầu tiên ở tuổi 48. Hạng cân kg sau đó được đổi thành hạng cân 63 kg. Sau đó anh ta nặng 82 kg.
Lớn lên, anh không được đi học vì phải làm việc để phụ giúp gia đình hoặc rèn luyện niềm đam mê với môn quyền anh Khmer. Anh từng tập luyện với Chhit Sarim tại Câu lạc bộ Quyền anh Bộ Quốc phòng. Eh Phouthang hiện là chủ sở hữu câu lạc bộ Gym và Boxing của riêng mình, Eh Phouthang, Tonle Bassac Club. Trong số võ sĩ của anh có em trai anh ruột là võ sĩ Outh Phuthong.
Trong những năm gần đây, Eh Phuthong đã tìm kiếm các cơ hội truyền thông bên ngoài sàn đấu. Anh ấy đã đóng vai chính trong hai bộ phim truyền hình Khmer và đồng tổ chức một chương trình thực tế trực tiếp trên CTN, Nhà vô địch võ thuật Khmer. Võ sĩ mạnh Ai Kosal, võ sĩ đến từ CLB 7NG Eh Phuthong.
Anh cũng có khả năng nói được tiếng Thái cũng như tiếng Khmer. Anh lọt vào bán kết Giải vô địch S1 đầu tiên ở Thái Lan, đánh bại E X Rafil Rafi của Thái Lan, Tây Ban Nha sẽ thua ở vòng hai trước nhà vô địch Suriya Ploenchit. Anh ấy đã bày tỏ sự quan tâm đến việc chơi cùng với John Wayne Parr. Gần đây anh đã giành được huy chương đồng môn Quyền anh phương Tây tại Đại hội Thể thao Đông Nam Á 2009 ở Lào.

## Ghi bàn Kickboxing
| Ngày       | Kết quả | Đối thủ                 | Sự kiện                                              | Phương thức                   | Vòng | Thời gian |
| ---------- | ------- | ----------------------- | ---------------------------------------------------- | ----------------------------- | ---- | --------- |
| 2016       | Lost    | Colt Thomas             | Battle at the Boat boxing, Hoa Kỳ                    | KO                            | 1    | 0:16      |
| 2010       | Win     | Simon Marcus            | , Campuchia                                          | Decision                      | 5    |           |
| 2010       | Win     | Jose Pitu Sans          | TV3 Kickboxing, Phnôm Pênh, Campuchia                | TKO (Towel Thrown In)         | 1    |           |
| 2008       | Win     | Adam Kayoom             | Bayon TV Kickboxing, Campuchia                       | Decision                      | 5    | 3:00      |
| 2008       | Win     | Tony Angelov            | CTN Kickboxing: Cambodia Vs. New Zealand, Campuchia  | TKO (Referee Stoppage)        | 2    | 0:35      |
| 2007-04-29 | Win     | Yoochy                  | TV5 Kickboxing, Phnôm Pênh, Campuchia                | TKO (Injured Arm)             | 3    | 2:25      |
| 2007-01-21 | Win     | Jose Pitu Sans          | TV5 Kickboxing, Phnôm Pênh, Campuchia                | TKO (Injured Arm)             | 2    | 0:38      |
| 2007       | Win     | Shaun Lomas             | CTN Kickboxing Phnôm Pênh, Campuchia                 | TKO (Injured Arm)             | 4    | 1:06      |
| 2007       | Win     | Mike Justice            | CTN Kickboxing, Campuchia                            | Decision                      | 5    |           |
| 2006-08-21 | NC      | Timor Daal              | TV5 Kickboxing, Campuchia                            | No contest (Riot)             |      |           |
| 2003       | Win     | Perikli Maniatis        | TV5 Kickboxing Campuchia                             | KO (Right Hook)               | 1    | 1:30      |
| 2003       | Win     | Brett Franklin          | TV5 Kickboxing Campuchia                             | KO (Right Roundhouse Kick)    | 2    |           |
| 2003       | Win     | Suriya Prasathinphimai  | S1 World Championship, Thái Lan                      | Decision                      | 3    |           |
| 2003       | Win     | Rafi Zouheir            | S1 World Championship, Thái Lan                      | Decision                      | 3    |           |
| 2003       | Win     | Faisal Zakaria          | Cambodian International Championship Belt, Campuchia | Decision                      | 5    |           |
| 2002       | Win     | Faisal Zakaria          | Cambodian International Championship Belt, Campuchia | Decision                      | 5    |           |
| 2002       | Win     | Antea Atomea            | TV5 Kickboxing, Campuchia                            | TKO                           | 1    | 0:58      |
| 2001-06    | Win     | Jean-Charles Skarbowsky | Phnom Penh Stadium, Phnôm Pênh, Campuchia            | TKO (Ref stop)                | 5    |           |
| 2001-04    | Win     | Jean-Charles Skarbowsky | Phnom Penh Stadium, Phnôm Pênh, Campuchia            | TKO (Ref stop/elbow)          | 3    |           |
| 2001-03-26 | Win     | Jean-Charles Skarbowsky | Phnom Penh Stadium, Phnôm Pênh, Campuchia            | TKO (Ref stop/downward elbow) | 1    | 0:15      |
| 2001       | Lost    | Faisal Zakaria          | Cambodian Kickboxing Show, Campuchia                 | TKO                           | 5    |           |

## Video
- Dailymotion: Eh Phuthong vs. Antea Atomea
- youtube: Kun Khmer Champion